# 漢口文化体育中心
漢口文化体育中心（かんこうぶんかたいいくちゅうしん、拼音: Hànkǒu Wénhuà Tǐyù Zhōngxīn）は、中華人民共和国の湖北省武漢市江漢区にある多目的スタジアム。

## 概要
主にサッカーの試合に用いられる。収容人数は20,000人。
現在は、中国サッカー・乙級リーグに所属する湖北康天足球倶楽部がホームスタジアムとして使用している。
2009年には、AFC U-19女子選手権2009決勝戦の会場となり、この地でU-19サッカー日本女子代表が2回目の優勝を飾っている。